# Fadwa El Guindi
Fadwa El Guindi (née en Égypte en 1941) est une anthropologue égypto-américaine. Aujourd'hui, elle est professeure émérite d'anthropologie à l'université du Qatar, à Doha au Qatar, à la tête du département de sciences sociales.

## Carrière
El Guindi est diplômée de l'université américaine du Caire, avec un BA en sciences politiques. Puis elle obtient un doctorat en anthropologie de l'université du Texas à Austin (1972).
Elle a travaillé au Centre de recherches sociales et a participé au premier projet ethnographique à grande échelle pour étudier le mode de vie des Nubiens d'Égypte avant leur réinstallation par le gouvernement en raison de la construction du Haut barrage d'Assouan.
En 1986, elle a réalisé le film El Sebou': Egyptian Birth Ritual, qui a été parrainé par l'Office of Folklife Programs de la Smithsonian Institution. Elle apparaît en invitée-vedette en tant que mère de Julian Bashir, Amsha Bashir, dans l'épisode de la série Star Trek: Deep Space Nine intitulé Docteur Bashir, je présume ? (en), en face de Alexander Siddig et Brian George.

## Publications
El Guindi a écrit plusieurs livres et articles dans le domaine de l'anthropologie :
- The Myth of Ritual: A Native's Ethnography of Zapotec Life-Crisis Rituals. Tucson, Arizona: University of Arizona Press, 1986.
- Veil: Modesty, Privacy, Resistance. Berg Publishers. 1999,  (ISBN 9781859739242).
- By Noon Prayer: The Rhythm of Islam. Berg Publishers. 2008, By Noon Prayer: The Rhythm of Islam,  (ISBN 1845200969 et 9781845200961).
- Visual Anthropology: Essential Method and Theory.  Altamira Press, Walnut Creek, California, 2004.
- Veiling Infitah with Muslim Ethic: Egypt's Contemporary Islamic Movement. Social Problems 28(4): 465-485 (1981).
- From Pictorializing to Visual Anthropology. In Handbook of Methods in Cultural Anthropology. H. Russell Bernard, editor. Altamira Press, Sage Publications, 459-511,1998.